# SUN (uitgeverij)
Uitgeverij SUN was een Nederlandse uitgeverij, opgericht in 1969 als Socialistiese  (later Socialistische) Uitgeverij Nijmegen.
De uitgeverij was gespecialiseerd in maatschappijkritische werken over filosofie, geschiedenis en kunst. SUN werd als gevolg van een overname in 2002 een imprint van Boom. 
In de loop van de jaren tachtig bevestigde SUN zich als uitgever van hoogwaardige boeken, bestemd voor een breed intellectueel en cultureel geïnteresseerd publiek. SUN gaf boeken uit over geschiedenis, filosofie, architectuur en kunst, met name in de serie SUNschrift. 
In 2003 won een uitgave van SUN, Multatuli: Leven en werk van Eduard Douwes Dekker van Dik van der Meulen, de AKO Literatuurprijs. Tussen 2004 en 2007 verscheen bij SUN een geschiedkundig standaardwerk in vijf delen: De geschiedenis van Amsterdam.
SUN werd als gevolg van een overname in 2002 een imprint van Boom (uitgeverij). 